# SK海力士

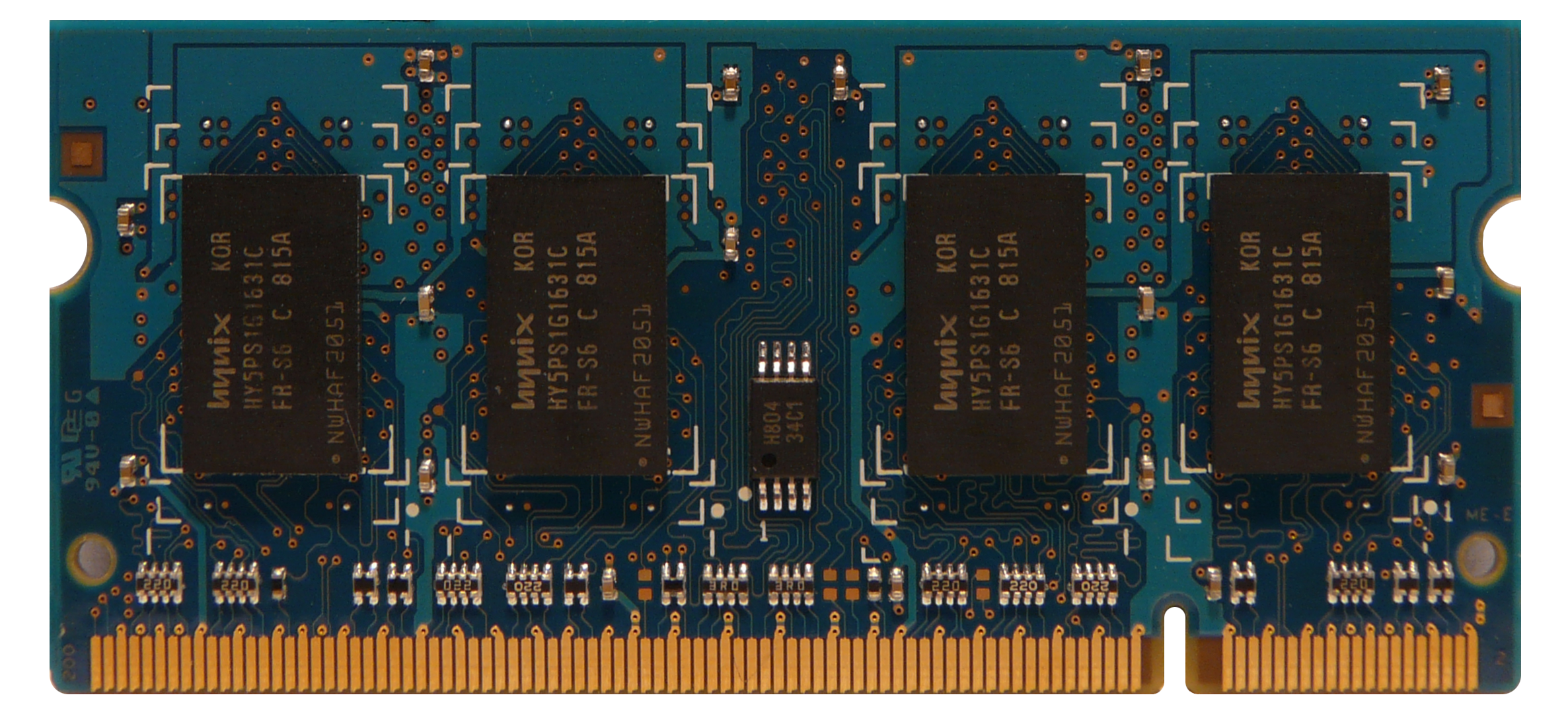
海力士1GB DDR2

SK海力士半導體公司（SK Hynix Semiconductor Inc.，韩交所：000660）是一家韓國主要的電子公司，海力士是仅次于三星电子的全球第二大记忆体晶片製造商，也是全球第六大半导体公司以及全球二十大半導體廠商之一。海力士於1983年以現代電子產業有限公司的名字創立。在80及90年代 他們專注於銷售DRAM，後來是SDRAM。2001年他們以6億5000萬美元的價格出售TFT LCD業務，同年他們開發出世界第一顆128MB圖形DDR SDRAM。2012年初，韩国第三大财阀SK集团宣布收购海力士21.05%的股份从而入主这家記憶體大厂。

## 歷史
海力士於1983年以現代電子產業有限公司（Hyundai Electronics）的名字創立。2001年，公司更名為海力士半導體有限公司（Hynix Semiconductor）。2012年，公司再更名為SK海力士。
2020年，SK海力士收購了英特爾的快閃記憶體業務，並成立子公司Solidigm。

## 外部連結
- 海力士半導體官方網站